# 何志文 (乒乓球运动员)
何志文（1962年5月31日—），生于中国浙江，是一名西班牙乒乓球运动员。进入西班牙国家队以来最高世界排名是24名。他曾代表西班牙出战2004年、2008年、2012年和2016年夏季奥运会。他还有一个外号叫“Juanito”。

## 外部連結
- 何志文在国际奥林匹克委员会的资料
- 何志文在国际奥林匹克委员会的资料